# 사카와정 (가나가와현)
사카와정(일본어: 酒匂町)은 일본 가나가와현 아시가라시모군에 존재했던 정이다. 현재의 오다와라시에 해당한다.

## 역사
- 1889년 4월 1일 - 정촌제 시행에 의해 아시가라시모군 사카와촌이 성립하였다.
- 1942년 4월 1일 - 정으로 승격하였다.
- 1954년 12월 1일 - 오다와라시에 편입해, 동일 사카와정은 폐지되었다.

## 교통

### 도로
- 국도 제1호선

## 참고 문헌
- 大日本篤農家名鑑編纂所編『大日本篤農家名鑑』大日本篤農家名鑑編纂所、1910年。
- 角川日本地名大辞典編纂委員会,『角川日本地名大辞典 神奈川県』1984, 角川書店